# ۲ ند ایتکولوو
۲ ند ایتکولوو (به لاتین: 2nd Itkulovo) یک منطقهٔ مسکونی در روسیه است که در باشقیرستان واقع شده‌است.